# Slash's Snakepit
Slash's Snakepit är den tidigare Guns N' Roses-gitarristen Slashs sidoprojekt som startades 1994. I det nya bandet ingick förutom Slash andregitarristen Gilby Clarke och trummisen Matt Sorum, som båda spelade i Guns N' Roses.  Basist blev Alice In Chains Mike Inez som haft tidigare kontakt med Slash. 
De debuterade med albumet It's Five O'Clock Somewhere 14 februari 1995 som spelades in i Slashs egen studio som han byggde i sitt eget hus. Slash's Snakepit spelade in hela skivan utan sång eftersom de hade problem att hitta en sångare. Det blev till slut Eric Dover som tidigare var gitarrist i ett band som hette Jellyfish. Slash tyckte att Erics sång var en blandning av Lenny Kravitz och harmonisk Aerosmith. Slash's Snakepit kom sedan ut med albumet Ain't Life Grand år 2000, fast med helt andra medlemmar (förutom Slash):, den nya sångaren Rod Jackson, basisten Johnny Griparic, gitarristen Ryan Roxie och trummisen Matt Laug. Ryan Roxie ersattes senare av Keri Kelli. Från detta album fick de sin första riktiga hit "Life's Sweet Drug" som spelades på radio runt om i Amerika.

## Medlemmar
- Slash – sologitarr, bakgrundssång (1994–1995, 1998–2002)
- Gilby Clarke – rytmgitarr, bakgrundssång (1994–1995)
- Eric Dover – sång (1994–1995)
- Mike Inez – basgitarr, bakgrundssång (1994–1995)
- Matt Sorum – trummor, slagverk (1994–1995)
- James LoMenzo – basgitarr (1995)
- Brian Tichy – trummor (1995)
- Johnny Griparic – basgitarr (1998–2002)
- Rod Jackson – sång (1998–2002)
- Matt Laug – trummor, slagverk (1998–2002)
- Ryan Roxie – rytmgitarr, bakgrundssång (1998–2000)
- Keri Kelli – rytmgitarr (2000–2002)

## Diskografi
Album
- 1995 – It's Five O'Clock Somewhere
- 2000 – Ain't Life Grand

Singlar
- 1995 – "Beggars & Hangers-On"
- 1995 – "Good to Be Alive"
- 2000 – "Been There Lately"